# ジョニー・デップ
ジョニー・デップ（Johnny Depp）、本名ジョン・クリストファー・デップ2世（John Christopher Depp II, 1963年6月9日 - ）は、アメリカ合衆国出身の俳優、プロデューサー、ミュージシャン。 
世界最大の映画スターの一人とされている。デップが出演した映画はアメリカの興行収入が37億ドル以上、世界では100億ドル以上の興行収入を記録しており、世界で10番目に高い興行収入を誇る俳優である。2012年のギネス世界記録には、世界で最も高額な俳優として7500万ドルの収入を記録している。デップは友人であり、監督、プロデューサーのティム・バートンと8本の映画で共演している。2015年にはディズニー・レジェンドとして殿堂入りした。デップは俳優業のほかに、ミュージシャンとしても活動している。アリス・クーパーやジョー・ペリーと共にロックのスーパーグループ「ハリウッド・ヴァンパイアーズ」を結成するなど、数々の音楽グループに出演している。

## 生い立ち
ケンタッキー州オーエンズボロにて、土木作業員の父ジョン・クリストファー・デップ(1938〜)とウェイトレスの母ベティ・スー・パーマー(1935〜2016)との間に生まれる。4人兄弟の末っ子で、9歳上の兄ダン、7歳上の姉デビーと2歳上の姉クリスティーがいる。イギリス人, フランス人、アイルランド人、ドイツ人、チェロキー族の血を引く。クリーク族の血を引いているとも言われている。
家庭の事情で頻繁に転居を繰り返し、7歳のときにフロリダ州ミラマーに定住。1978年に両親が離婚。子ども時代はストレスのために自傷行為を繰り返したという。12歳で酒を飲み始め、14歳のころからドラッグに手を染めるなど、どん底とも言える青年時代を送った。しかし、親友との死別をきっかけに足を洗うことを決意。16歳のときに高校を中退し、ミュージシャンとしてのキャリアをスタートさせる。幼少期からの経験により、特に初期の映画作品にはドラッグをテーマに扱ったり少し変わった性格の変人を演じたりすることが多かった。

## キャリア

### 音楽活動

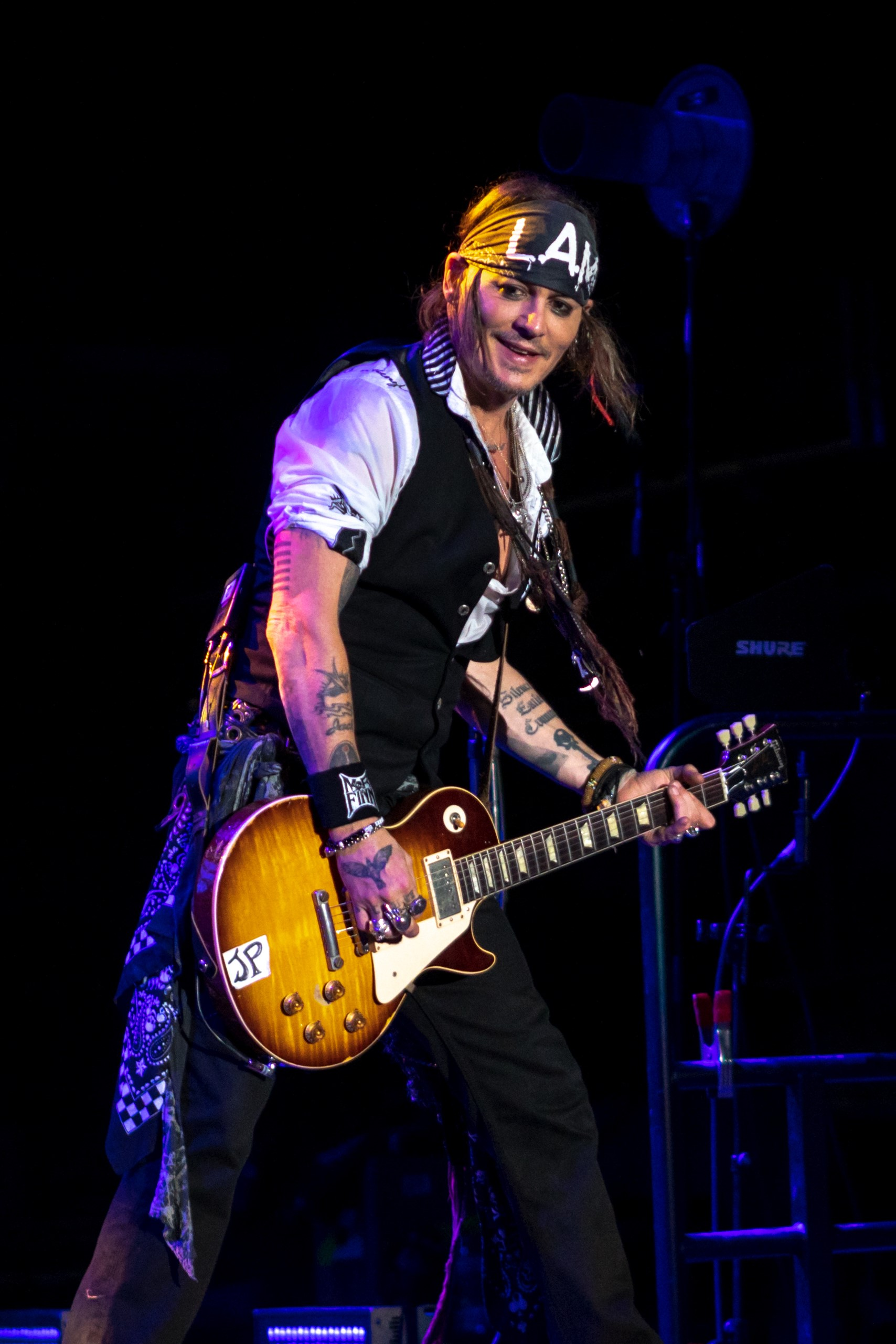
ハリウッド・ヴァンパイアーズ - UKウェンブリー公演（2018年6月）

「The Kids」をリードギタリストとして率い、イギー・ポップの前座も務めた。バンドは商業的に成功を収め、さらに活動を本格化させるべくロサンゼルスに活動拠点を移し「Six Gun Method」と改名。さまざまなバンドとコラボレーションを行った。
近年では、オアシスやローリング・ストーンズのレコーディングにもギターで参加したほか、1995年にはバットホール・サーファーズのギビー・ヘインズとともに「P」というバンドを結成し、CDを発売した。ストーンズのキース・リチャーズは、「ジョニーは、自分で思ってるよりギターが上手くて、俺はたぶんジョニーが思ってるよりギターが下手だと思う」と語っている。ちなみに2人は、1995年にキースの息子の仲介によって出会った。
2010年には、イギリスのインディーズロックバンド・ベイビーバードのアルバムにも参加し、PV撮影の監督も行い、さらには自らのレコードレーベル「UNISON MUSIC」を設立し、新人発掘を行っているという。
2012年10月には、大手出版社ハーパーコリンズとともに出版レーベル「インフィニタム・ニヒル」（デップの映画製作会社と同名）を設立し、最初の出版物としてボブ・ディランの評論『The Unraveled Tales of Bob Dylan』（ダグラス・ブリンクリー著）をリリースした。
一方で、俳優が知名度を利用して音楽活動をする行為は嫌悪しており、本格的な音楽活動をすることはないと語っている。
2015年、アリス・クーパー、ジョー・ペリーとともにスーパーグループ「ハリウッド・ヴァンパイアーズ」を結成。9月11日、同名のスタジオアルバムをリリースした。以降、断続的に活動し、2019年には4年振りの2ndアルバムを発表している。
2020年、ロックギタリストのジェフ・ベックとコラボレーションを開始。共作によるカヴァー作品を発表した。
2020年には上記のカヴァー曲を含むスタジオアルバム「18」をジェフ・ベック&ジョニー・デップ名義でリリース。これはジェフベックの最後のスタジオ・アルバムとなった。

### 初期の俳優活動
20歳のときに25歳のメイクアップ・アーティストのロリ・アン・アリソンと結婚。
そのとき、彼女の元恋人であったニコラス・ケイジと知り合い、ケイジから俳優への転身を勧められた。その後、ニコラス・ケイジの勧めで、付き添いとして足を運んだオーディションの会場で出演の打診を受け、1984年にホラー映画『エルム街の悪夢』で初出演。さらにその後はニコラス・ケイジの紹介で『プラトーン』の端役などで経験を積んだ。当初は俳優の仕事に対して消極的であったデップだが、尊敬する俳優のフレデリック・フォレストとの共演が転機となり、本格的に俳優への道を歩み出す。
製作側の説得によりフォックス放送のテレビシリーズ『21ジャンプストリート』に主演し、一躍ジュニアアイドルとして脚光を浴びる。それでも自分が商品として扱われることやテレビドラマでの役のイメージに縛られることを恐れたため、活動の場を映画のみとすることに決めた。

### 映画俳優として

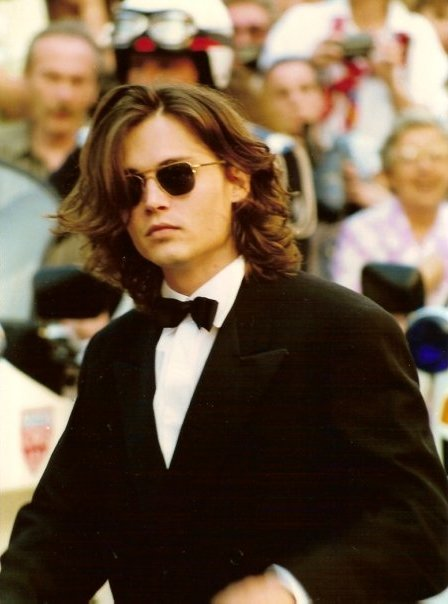
｢Cannes Film Festival｣にて (1992年)

1990年公開の『クライ・ベイビー』で映画初主演を果たし、同年公開の『シザーハンズ』は大ヒットするが、その後の出演作品の興行収入と知名度は付随しなかった。しかし、『ギルバート・グレイプ』などのヒューマンドラマや『エド・ウッド』といった伝記映画に立て続けに出演し、俳優としての実力を身につけた。
俳優業のかたわら、親族の出自（彼の母方の曾祖母は純血のチェロキー族であり、父も同じくチェロキー族の血を引く）からインディアンの問題に関心を持っていたデップは、1997年、マーロン・ブランドを招聘し映画『ブレイブ』を監督した。
1999年、これまでの功績が認められハリウッド・ウォーク・オブ・フェームに名前が刻まれる。
映画『ナインスゲート』で知り合ったヴァネッサ・パラディと交際。ヴァネッサ・パラディとの間に女児をもうけた。2003年にディズニー/ブエナビスタ共同制作の娯楽超大作『パイレーツ・オブ・カリビアン/呪われた海賊たち』で興行面での大成功を収め、世界的な規模で爆発的な名声を獲得した。同年の『ピープル』誌にて「もっともセクシーな男性」に選出され、全米映画俳優組合賞主演男優賞を受賞、アカデミー主演男優賞にノミネートされた。
2004年公開の『ネバーランド』でイギリスの作家ジェームス・マシュー・バリーを演じ、アカデミー主演男優賞にノミネートされた。その後も基本的には個性派俳優であり、パイレーツ・シリーズでファンとなった観客を驚かせるような企画、役柄にも取り組み続けている。
2007年公開の『スウィーニー・トッド フリート街の悪魔の理髪師』で、初のミュージカル映画に出演。この作品でゴールデングローブ賞 主演男優賞（ミュージカル・コメディ部門）を受賞し、アカデミー主演男優賞にもノミネートされた。

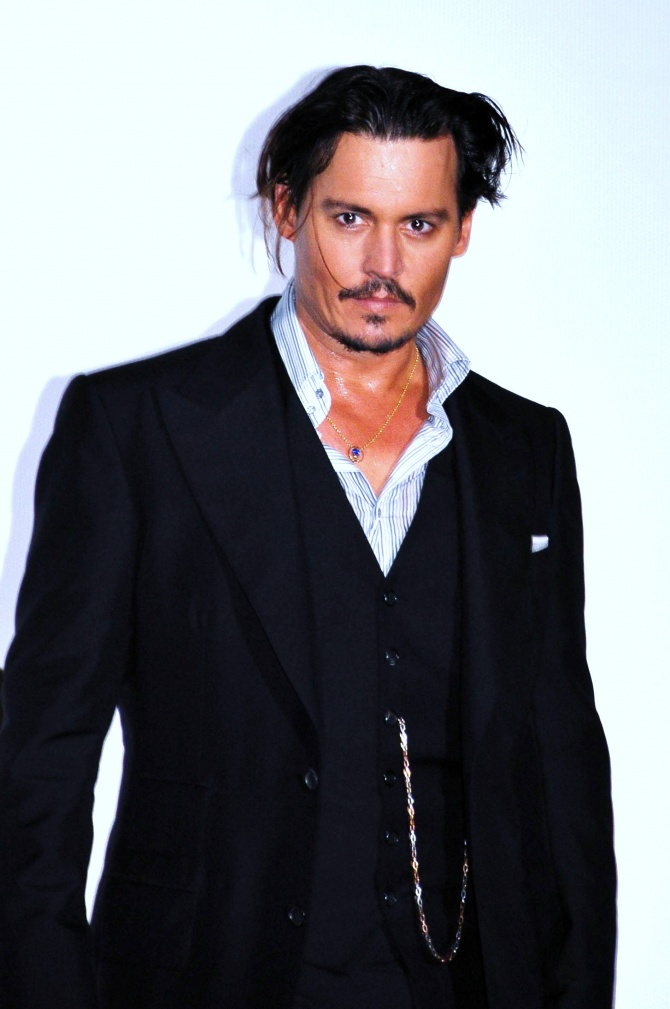
2009年度「最もセクシーな男性」

2009年の『ピープル』誌にて「もっともセクシーな男性」に再び選出された。
2011年、妹のクリスティ・デンブロウスキーと共同で映画製作会社「インフィニタム・ニヒル（en:Infinitum Nihil）」を設立。『ラム・ダイアリー』が同社製作のデビュー作となった。
2010年代になると主演作の興行成績が低迷し、アメリカでの人気凋落が囁かれている。2013年の『ローン・レンジャー』では役作りに力を入れてギャラの削減にも応じたが、結果としてウォルト・ディズニー・スタジオに1億9,000万ドルの損失を被らせ、ホワイトウォッシングの批判も浴びてしまった。2014年には、失言も原因で「もっとも影響力のない人物30人」に選ばれた。2015年には、『チャーリー・モルデカイ 華麗なる名画の秘密』がアメリカで大コケし、失踪騒動を起こしたことがある。また、同年には相次ぐ映画の大コケで「コスパの悪い俳優部門」で1位に選ばれた。2016年には『アリス・イン・ワンダーランド/時間の旅』が日米ともに動員・興収が前作より大幅にダウンし、この映画の大コケが原因で2年連続で「コスパの悪い俳優部門」で第1位に選ばれた。なお、デップは主演映画の低迷について「知ったこっちゃない」「どうでもいい」と発言したことがある。
しかしながら、2015年の『ブラック・スキャンダル』では第22回全米映画俳優組合賞の主演男優賞にノミネートされた。
Forbesによる2016年の「もっとも稼ぐ男優」では48億円で5位にランクインしている（『パイレーツ・オブ・カリビアン/最後の海賊』と『アリス・イン・ワンダーランド/時間の旅』の前払い報酬によるもの）。
また、近年はゴールデンラズベリー賞にノミネートされることが多くなっているが、受賞したことはない。
そういった事情もあり、2012年以降は脇役での出演が増えている。2016年に公開された『ファンタスティック・ビーストと魔法使いの旅』に、シリーズ最大の敵であるゲラート・グリンデルバルドとしてカメオ出演した。続編にあたる『ファンタスティック・ビーストと黒い魔法使いの誕生』にも出演したが、妻アンバー・ハードとの離婚・DV騒動があったことで一部のファンによる激しい反発を招き、作者のJ・K・ローリングがジョニーを擁護する声明を発表する事態にまで発展した。これに対して「申し訳ない気持ち」と語った。しかし、裁判で敗訴したことが影響し、結局降板することが決まった。グリンデルバルド役の後任にはマッツ・ミケルセンの登板が決定した。

## 私生活

### 家族・親族
1983年に音楽活動の中で知り合ったロリ・アン・アリソンと結婚するが、1985年に離婚。その後も女優のジェニファー・グレイ、シェリリン・フェン、ウィノナ・ライダーや、スーパーモデルのケイト・モスとも交際していた。ちなみにウィノナ・ライダーと交際中、腕に「ウィノナ・フォーエヴァー（WINONA FOREVER）」と刺青を施したが、破局後「ワィノ・フォーエヴァー（アル中よ永遠に）」と侮蔑的な表現に修正された。
1998年からフランスの歌手兼女優のヴァネッサ・パラディとパートナー関係（婚姻はしていないが事実婚）であり、1999年5月27日に長女リリー＝ローズ・メロディ・デップが、2002年4月9日に長男（ジョン・クリストファー・デップ3世（John Christopher "Jack" Depp Ⅲ））が誕生。アメリカと南フランスの両方で生活をしていた。
2010年12月、英ザ・サン紙によると、撮影を終えてフランスに帰ると俗世間から自分を切り離し、家族との時間を邪魔されないように自宅では一切電話を使わないという。
2012年6月、ヴァネッサ・パラディと破局したと代理人が明らかにした。2012年より、『ラム・ダイアリー』で共演したアンバー・ハードと交際が噂される。2014年1月17日に、アンバー・ハードと婚約する。2015年2月3日に、ロサンゼルスの自宅にて挙式をする。2016年5月、アンバーにより離婚申請がされたことが明らかとなる。ジョニーによるDVがあったと訴え、裁判所に証拠写真を提出した。8月12日、TMZ誌にジョニー・デップがアンバーを怒鳴りつける動画が流出。DVの証拠としてアンバーが撮影したものと思われるが、アンバーは動画流出に「関わっていない」と主張。さらに8月15日には、ビリー・ボブ・ソーントンとアンバーの仲を疑ったジョニーが自身の指先を切り落とし、その指先に塗料をつけ、鏡に「ビリー・ボブ」「尻軽アンバー」と記す画像が流出。8月16日に共同声明が発表され、離婚の成立とアンバーが受け取る金銭を慈善団体へ寄付されることが発表される。しかし、実際にはアンバーは寄付していなかったことが慈善団体からの発表で発覚する。離婚の理由の中にアンバーがジョニーから身体的なDVを受けていたとあったが、共同声明では「相手を身体的、精神的に傷つける意図は一度もなかった」となっている。結局は裁判になり双方が名誉毀損で訴え合うが、アンバー側の証拠や証言がほぼ捏造だったと発覚。ジョニーは勝訴し、アンバーは1000万ドルの損害賠償の支払いを命じられた。また、アンバーもジョニーへの反訴で200万ドルの賠償金を勝ち取ったが、その後、評決を不服としたアンバー側とジョニー側は互いに控訴した。その過程で裁判の非公開資料が公開され、その明らかになった中身によって、ジョニー側の弁護士がアンバーに対してリベンジポルノを画策していたのでないかという批判があがるなど、ジョニーに不都合な情報が表沙汰になった。

### 衣装

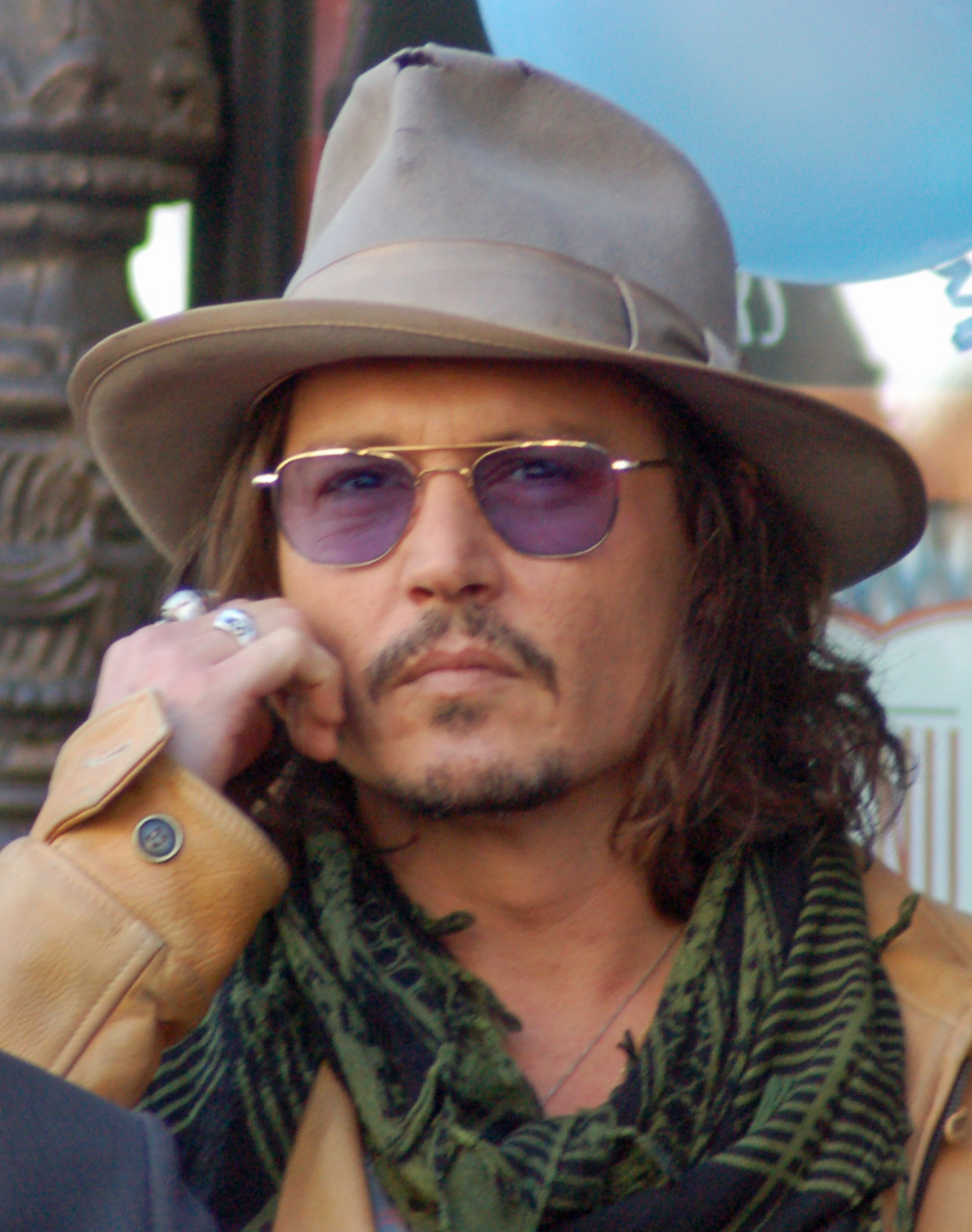
2011年時期の風貌

私服はグランジ系ファッションで揃えており、近年はベロアのテンガロンハットと茶縁でセルフレームのボストン型の眼鏡（もしくは同じフレームを使用したサングラス）に口髭のイメージが定着している。また自身のメガネフレーム（TartのArnel）はファッション誌に取り上げられるほどに人気を誇っている。腕につけているビーズのブレスレットは愛娘からの手作りの贈り物である。
母親の名と、2人の子どもの名、数字の3、またアルファベットの刺青を施している。なおアルファベットについては、単純に好きな文字だからと話している。
2011年5月、BANG Media Internationalによると、過去にハット・パーソン・オブ・ザ・イヤーに選ばれたことがあるほどの帽子好きだが、その数は桁違いでパリに所有するアパートの2部屋を占領しているという。しかし、数が多すぎるためにパートナーのヴァネッサ・パラディから増えすぎた帽子を処分するように言われている。関係者は、デップはどの帽子も気に入っており他の家に移すのではないかと語っている。
また眼鏡のコレクターでもあり、これまで出演した映画『ニック・オブ・タイム』（不明）、『ナインス・ゲート』（Berkshire Chaseのセル巻き）、『トランセンデンス』（オリバーピープルズのMP-2 col.DTB）、『シークレット・ウィンドウ』（TartのArnel）、『パブリック・エネミーズ』で着用していた眼鏡はすべて自身の私物である。

### ファンとの交流

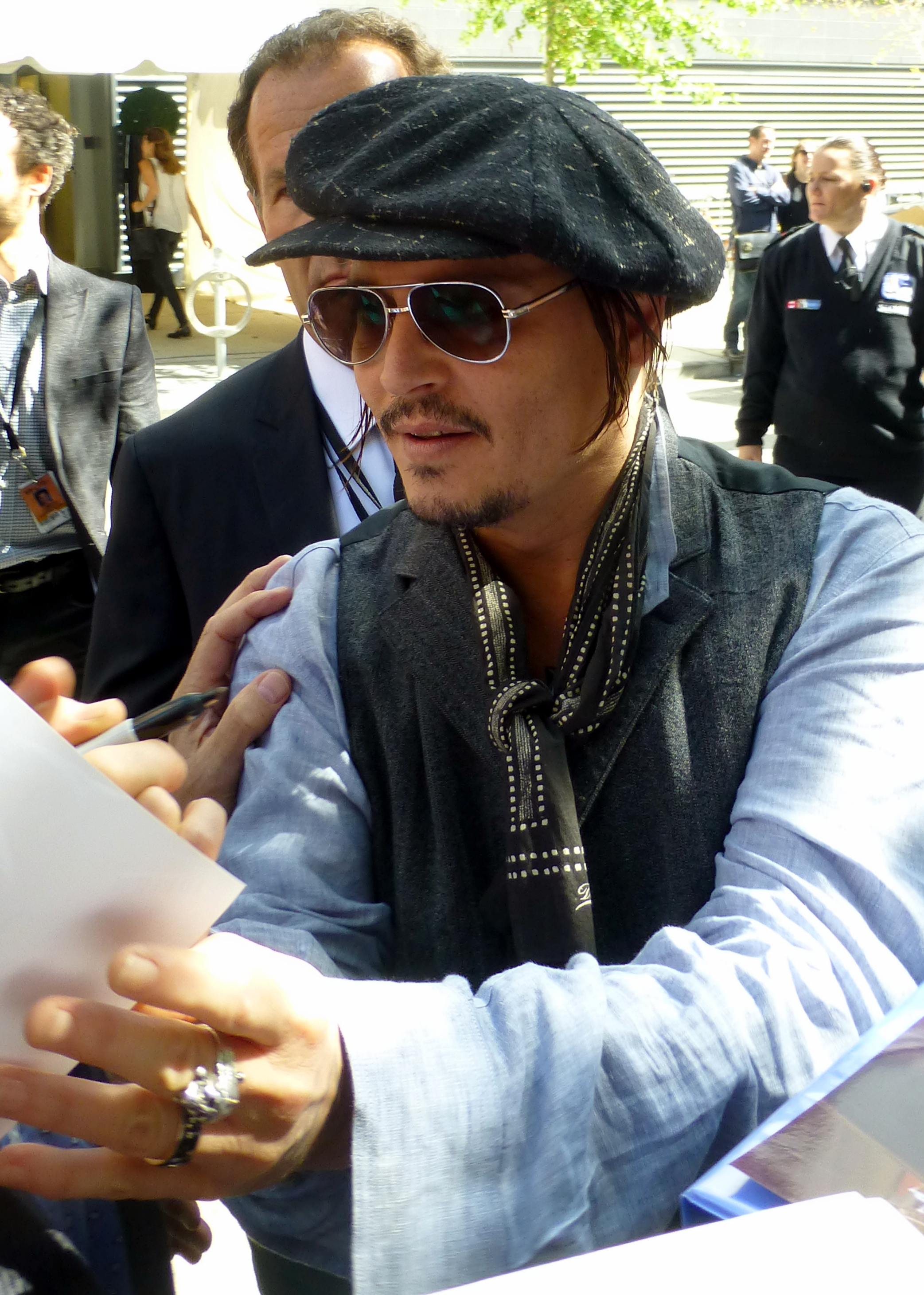
ファンサービスの光景 (2015年)

アメリカのサインコレクター雑誌『オートグラフ・マガジン』が発表した「ファンにサインする際に態度が丁寧な映画俳優」で3年連続1位に輝いている。同誌は「穏やかで気さくにサインをしつつ、ファンに話しかけて親しくなろうとする」「プレミア会場でもレストランでも、映画のロケ中でもほとんど、最高に気前良くサインしてくれる人物」と評価している。

### 交友関係
監督のティム・バートンとは公私ともに友情を築いており、バートンとは映画制作の際は作品の共通認識ができるほどである。『アリス・イン・ワンダーランド』のマッドハッター役での出演の際はバートンと打ち合わせもしていないにもかかわらず、互いがイメージしたマッドハッターのデザイン画が細部にわたるまで類似していた。
バートンとのタッグ8作目となる『ダーク・シャドウ』のプレミアでは、「監督がまたいろいろ考えているようだけど、彼が仕掛けることなら、僕はいつでものるよ」と発言している。
ノエル・ギャラガーとも仲がよく、ケイト・モスとの3人でミック・ジャガーの別荘に寄るなどのバカンスを楽しんだり、オアシスのアルバム『ビィ・ヒア・ナウ』に収録の「フェイド・イン-アウト」ではスライドギターを弾いたりしている。
ヘレナ・ボナム＝カーターとの共演が多い。

### 資産・金銭
ハリウッドの中でも数々のヒット作を持つジョニー・デップだが、そのギャラや年収も破格である。
2008年6月、経済誌『フォーブス』が発表した2007年6月から2008年6月までの1年間の中で映画出演を含めたあらゆる仕事でハリウッドにおいてもっとも稼いだスターを発表したランキングでは、72億円を稼ぎランクインしている。同誌の2009年度に発表されたランキングでも約27億円を稼ぎ、俳優部門で第10位にランクインしている。
2009年11月、BANG Media Internationalによると、パイレーツ・オブ・カリビアン第4弾『パイレーツ・オブ・カリビアン/生命の泉』に2,100万ポンド（日本円で約31億円）のギャラで出演することを決めた。この高額なギャラをディズニーが支払えるのは、3作目まで出演していたオーランド・ブルームやキーラ・ナイトレイなどが4作目には出演しないと明言しているため、その分のギャラが浮いたためではないかといわれている。
2010年9月、『フォーブス』誌が2009年からの1年間で「もっとも高額なギャラを獲得したハリウッドの俳優」のランキングでは、5,000万ドル（約42億5,000万円）以上を稼いで1位にランクインした。
2010年2月、米『バニティー・フェア』誌が2010年に発表した「もっとも稼いだ映画関係者トップ40」では、1億ドル（日本円で約80億円）で2位にランクインした。内訳は世界中で大ヒットを記録した映画『アリス・イン・ワンダーランド』の出演料が4,000万ドル（日本円で約32億円）、映画『パイレーツ・オブ・カリビアン/生命の泉』の前払い金が3,500万ドル（日本円で約28億円）、アンジェリーナ・ジョリーと共演した映画『ツーリスト』が2,000万ドル（日本円で約16億円）、残りが過去作からの収入となっている。
2011年8月、『フォーブス』誌が2010年の5月1日から2011年5月1日までの1年間で「もっとも稼いだハリウッド俳優」のランキングでは、推定5,000万ドル（日本円で約40億円）を稼いで2位にランクインした。
金遣いが非常に荒く、2017年には、浪費による散財のせいで破産が報じられた。また、マネージャーを解雇したことも報道され、破産をめぐってはマネージャーの違反行為があったと主張し、訴訟騒動にまでなった。

### 寄付・逸話

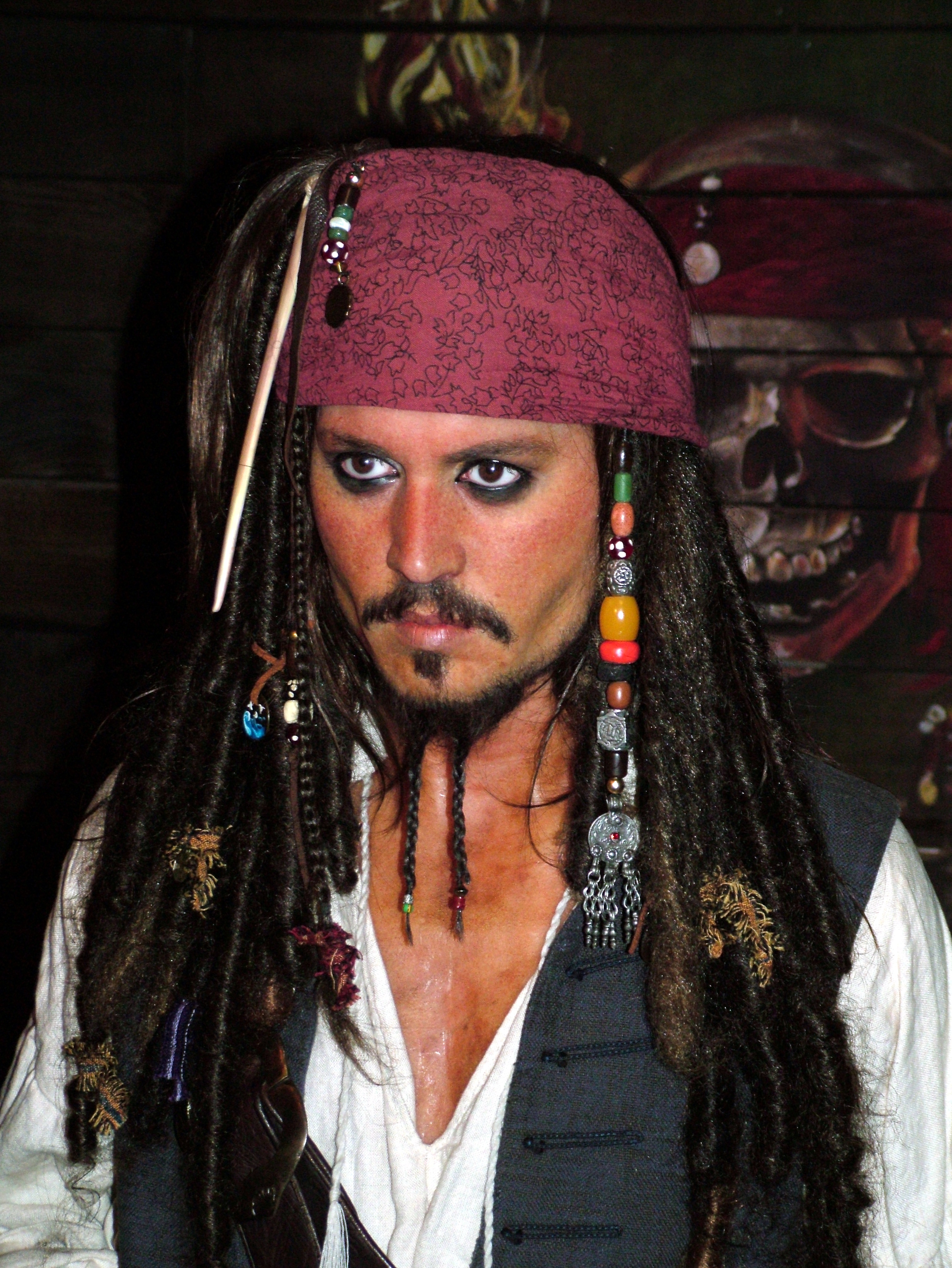
代表的な配役ジャック・スパロウ（英マダム・タッソー館にある等身大フィギュア）

子ども思いでも知られるデップは、2008年に娘のリリー・ローズが腎臓病で入院したロンドンのグレート・オーモンド・ストリート病院をひそかに訪れ、「娘の命を救ってくれたお礼」として100万ポンド（日本円で約2億900万円）を寄付した。さらに娘が助かったことに感激して2007年11月には同病院を訪問し、映画『パイレーツ・オブ・カリビアン』のジャック・スパロウの衣装を着て、患者の子どもたちにおとぎ話を聞かせるサプライズも起こしている。
2009年11月、WENNによると、映画でブレイクするきっかけを作ってくれたニコラス・ケイジが財政難で苦しんでいるのを知り、協力を惜しまない意向を示している。
デップは過去に太っ腹なチップを残すセレブとして話題になっている。シカゴのレストランで映画『パブリック・エネミーズ』のレッドカーペット・イベントを祝い監督やキャストと食事をしていたところ、大人数での食事だったこともあるが4,000ドル（日本円で約32万8,000円）という高額なチップを払っている。当時のレストランのウェイターは「デップは15人のグループで食事をしに来た。チップは12人で均等に分けた。これまでウェイターを務めたセレブの中でデップが一番」と語っている。
2010年2月、ハリウッドのきらびやかなライフスタイルから離れ、フランスで恋人のヴァネッサ・パラディと子どもたちと住んでいるデップだが、カリブに島を買ったのは衝動買いだったという。デップは「僕の人生のすべてのことと同じで計画はしていなかった。なんとなく起こったこと。恋人と子どもたちと一緒にバケーションに行って、島が売りに出されてるって聞いたんだ。この島なら誰かにじろじろ見られず、カメラを向けられたり、指をさされたりすることもない。ありのままの自分でいられる場所だと思った」とコメントしている。
2010年10月、メール・オンラインによると、ロンドン郊外グリニッジにある小学校に通うベアトリス・デラプが小学校の近くで撮影をしているジャック船長宛てに「わたしたちは海賊見習いです。先生たちに反乱を起こすつもりなので助けにきてください！」と応援をお願いする手紙を書いたところ、手紙をもらったデップはジャック船長の姿で海賊たちを引き連れてベアトリスの小学校にサプライズで訪問し、手紙を取り出して「これを書いたベアトリス、出ておいで」と声をかけ、「今日は反乱を起こすべきじゃないな、警察がおれを見張っているんだ」と反乱中止を伝えたという。
2010年10月、英大衆紙『The Sun』によると、ポケットマネーで防寒用のジャケットを500着購入し、『パイレーツ・オブ・カリビアン/生命の泉』のスタッフにプレゼントしたという。
海外での映画撮影の場合、ハリウッドの役者は控え室やロケ先の家としてトレーラーを使用することが一般的となっているが、2010年11月、デイリー・スター紙によるとデップが『パイレーツ・オブ・カリビアン/生命の泉』の撮影時に控え室として用意されていたトレーラーに不満を示したところ、100万ポンド（日本円で約1億3,170万円）の予算でインテリアデザイナーを雇っていいとの許しを得て、高価なアンティークや手編みのじゅうたん、モロッコ風のランプ、クッション、鏡、モザイクタイルなどが運び込まれ、モロッコテイストの豪華な楽屋に大改造したという。
インタビューで語ったところによると、生まれつき左目の視力が極めて低く、右目も近視であることから、眼鏡やサングラスを外して演技をする際、視界に入るのはほんの至近距離にあるものだけだという。

## 出演作品
※太字表記は主演。

### 映画
| 年   | 題名 | 役名                                          | 備考 | 日本語吹替                                                           |
| ---- | --- | --------------------------------------------- | --- | -------------------------------------------------------------------- |
| 1984 | エルム街の悪夢 A Nightmare On Elm Street                                                                            | グレン・ランツ                                | | 石田彰（ソフト版） 井上和彦（フジテレビ版）                          |
| 1985 | マイアミ・ホット・リゾート Private Resort                                                                           | ジャック・マーシャル                          | （日本語吹替版なし） |                                                                      |
| 1985 | Dummies | ピート                                        | 短編映画 | N/A                                                                  |
| 1986 | 殺しに熱きテキーラを Slow Burn                                                                                      | ドニー・フレイシャー                          | テレビ映画 | （日本語吹替版なし）                                                 |
| 1986 | プラトーン Platoon                                                                                                  | ガーター・ラーナー                            | | 岩松廉（ソフト版） 星野充昭（テレビ朝日版） 川島得愛（テレビ東京版） |
| 1986 | R.P.G. | ヴィニー・ドゥーラー                          | 短編映画 | N/A                                                                  |
| 1988 | R.P.G.II | ヴィニー・ドゥーラー                          | 短編映画 | N/A                                                                  |
| 1991 | シザーハンズ Edward Scissorhands                                                                                    | エドワード・シザーハンズ                      | ゴールデングローブ賞 主演男優賞（ミュージカル・コメディ部門）ノミネート                                                                      | 塩沢兼人（ソフト版） 関俊彦（テレビ朝日版）                          |
| 1991 | クライ・ベイビー Cry-Baby                                                                                           | ウェイド・“クライ・ベイビー”・ウォーカー      | | 森久保祥太郎                                                         |
| 1991 | エルム街の悪夢 ザ・ファイナルナイトメア Freddy's Dead: The Final Nightmare                                          | テレビの中の少年                              | カメオ出演 | （日本語吹替版なし）                                                 |
| 1992 | Stuff | N/A                                           | 監督 短編映画 | N/A                                                                  |
| 1993 | 妹の恋人 Benny & Joon                                                                                               | サム                                          | ゴールデングローブ賞 主演男優賞（ミュージカル・コメディ部門）ノミネート                                                                      | （日本語吹替版なし）                                                 |
| 1994 | アリゾナ・ドリーム Arizona Dream                                                                                    | アクセル・ブラックマー                        | | （日本語吹替版なし）                                                 |
| 1994 | ギルバート・グレイプ What's Eating Gilbert Grape                                                                    | ギルバート・グレイプ                          | | 宮本充                                                               |
| 1995 | エド・ウッド Ed Wood                                                                                                | エド・ウッド                                  | | 平田広明                                                             |
| 1995 | ニック・オブ・タイム Nick Of Time                                                                                   | ジーン・ワトソン                              | | 森川智之（ソフト版） 置鮎龍太郎（日本テレビ版）                      |
| 1995 | デッドマン Dead Man                                                                                                 | ウィリアム・ブレイク                          | 山路和弘 |                                                                      |
| 1995 | ドンファン Don Juan DeMarco                                                                                         | ドン・ファン / ジョン・R・デ・マルコ          | 平田広明 |                                                                      |
| 1996 | ザ・カンヌ・プレイヤー Cannes Man                                                                                   | 本人                                          | （日本語吹替版なし） |                                                                      |
| 1997 | フェイク Donnie Brasco                                                                                              | ジョー・ピストーネ / ドニー・ブラスコ         | 平田広明（旧ソフト版、新ソフト版） |                                                                      |
| 1997 | ブレイブ The Brave                                                                                                  | ラファエル                                    | 兼監督・脚本 | 平田広明                                                             |
| 1998 | ラスベガスをやっつけろ Fear And Loathing In Las Vegas                                                               | ラウル・デューク                              | | 池田秀一（旧ソフト版） 平田広明（新ソフト版）                        |
| 1998 | GO!GO!L.A. L.A. Without A Map                                                                                       | 本人 / ウィリアム・ブレイク                   | クレジット表記なし | 平田広明                                                             |
| 1999 | スリーピー・ホロウ Sleepy Hollow                                                                                    | イカボッド・クレーン                          | | 平田広明（ソフト版） 堀内賢雄（テレビ東京版）                        |
| 1999 | ノイズ The Astronaut's Wife                                                                                         | スペンサー・アマコスト                        | 平田広明（ソフト版） 関俊彦（テレビ朝日版）                                                                                                  |                                                                      |
| 1999 | ビートニク The Source                                                                                               | ナレーション                                  | ドキュメンタリー | （日本語吹替版なし）                                                 |
| 1999 | ナインスゲート The Ninth Gate                                                                                       | ディーン・コルソ                              | | 平田広明（ソフト版） 山路和弘（テレビ朝日版）                        |
| 2000 | ショコラ Chocolate                                                                                                  | ルー                                          | 平田広明（ソフト版） 森川智之（機内上映版）                                                                                                  |                                                                      |
| 2000 | 夜になるまえに Before Night Falls                                                                                   | ボンボン / ビクター中尉                       | 平田広明 |                                                                      |
| 2001 | フロム・ヘル From Hell                                                                                              | フレッド・アバーライン                        | 平田広明（ソフト版、テレビ東京版） |                                                                      |
| 2001 | 耳に残るは君の歌声 The Man Who Cried                                                                                | チェーザー                                    | 平田広明 |                                                                      |
| 2001 | ブロウ Blow | ジョージ・ユング                              | 森川智之 |                                                                      |
| 2002 | ロスト・イン・ラ・マンチャ Lost In La Mancha                                                                        | 本人 / トビー                                 | ドキュメンタリー クレジット表記なし | （日本語吹替版なし）                                                 |
| 2003 | レジェンド・オブ・メキシコ/デスペラード Once Upon A Time In Mexico                                                  | シェルダン・ジェフリー・サンズ                | | 平田広明                                                             |
| 2003 | パイレーツ・オブ・カリビアン/呪われた海賊たち Pirates Of The Caribbean: The Curse Of The Black Pearl                | ジャック・スパロウ                            | アカデミー主演男優賞ノミネート ゴールデングローブ賞 主演男優賞（ミュージカル・コメディ部門）ノミネート 英国アカデミー賞 主演男優賞ノミネート | 平田広明                                                             |
| 2004 | シークレット ウインドウ Secret Window                                                                               | モート・レイニー                              | | 平田広明                                                             |
| 2004 | フレンチなしあわせのみつけ方 Ils Se Marierent Et Eurent Beaucoup D'enfants                                          | 見知らぬ男                                    | カメオ出演 | TBA                                                                  |
| 2004 | ネバーランド Finding Neverland                                                                                      | ジェームス・マシュー・バリ                    | アカデミー主演男優賞ノミネート ゴールデングローブ賞 主演男優賞（ドラマ部門）ノミネート 英国アカデミー賞 主演男優賞ノミネート                 | 平田広明                                                             |
| 2004 | リバティーン The Libertine                                                                                          | ロチェスター                                  | | 平田広明                                                             |
| 2005 | チャーリーとチョコレート工場 Charlie and the Chocolate Factory                                                      | ウィリー・ウォンカ                            | ゴールデングローブ賞 主演男優賞（ミュージカル・コメディ部門）ノミネート                                                                      | 藤原啓治（劇場公開版） 宮野真守（日本テレビ版）                      |
| 2005 | ティム・バートンのコープスブライド Corpse Bride                                                                     | ビクター・ヴァン・ドート                      | 声の出演 | 木内秀信                                                             |
| 2006 | ブルーオアシスII 3D Deep Sea 3D                                                                                     | ナレーション                                  | ドキュメンタリー | 森川智之                                                             |
| 2006 | パイレーツ・オブ・カリビアン/デッドマンズ・チェスト Pirates Of The Caribbean: Dead Man's Chest                      | ジャック・スパロウ                            | ゴールデングローブ賞 主演男優賞（ミュージカル・コメディ部門）ノミネート                                                                      | 平田広明                                                             |
| 2007 | パイレーツ・オブ・カリビアン/ワールド・エンド Pirates Of The Caribbean: At World's End                              | ジャック・スパロウ                            | | 平田広明                                                             |
| 2007 | スウィーニー・トッド フリート街の悪魔の理髪師 Sweeney Todd: The Demon Barber of Fleet Street                        | スウィーニー・トッド / ベンジャミン・バーカー | ゴールデングローブ賞 主演男優賞（ミュージカル・コメディ部門）受賞 アカデミー主演男優賞ノミネート                                             | （日本語吹替版なし）                                                 |
| 2008 | GONZO〜ならず者ジャーナリスト、ハンター・S・トンプソンのすべて〜 Gonzo: The Life and Work of Dr. Hunter S. Thompson | ナレーション                                  | | N/A                                                                  |
| 2009 | Dr.パルナサスの鏡 The Imaginarium of Doctor Parnassus                                                               | 鏡の向こうのトニー#1                          | 森川智之 |                                                                      |
| 2009 | パブリック・エネミーズ Public Enemies                                                                               | ジョン・デリンジャー                          | 平田広明 |                                                                      |
| 2010 | アリス・イン・ワンダーランド Alice in Wonderland                                                                    | マッドハッター                                | ゴールデングローブ賞 主演男優賞（ミュージカル・コメディ部門）ノミネート                                                                      | 平田広明（劇場公開版、フジテレビ版）                                 |
| 2010 | ツーリスト The Tourist                                                                                              | フランク・トゥーペロ                          | ゴールデングローブ賞 主演男優賞（ミュージカル・コメディ部門）ノミネート                                                                      | 平田広明                                                             |
| 2010 | ドアーズ/まぼろしの世界 When You're Strange                                                                         | ナレーション                                  | | （日本語吹替版なし）                                                 |
| 2011 | ランゴ Rango | ランゴ                                        | 声の出演、兼製作 | 平田広明                                                             |
| 2011 | パイレーツ・オブ・カリビアン/生命の泉 Pirates of the Caribbean: On Stranger Tides                                   | ジャック・スパロウ                            | | 平田広明                                                             |
| 2011 | ジャックとジル Jack and Jill                                                                                        | 本人                                          | カメオ出演 | TBA                                                                  |
| 2011 | ラム・ダイアリー The Rum Diary                                                                                      | ポール・ケンプ                                | 兼製作 | 平田広明                                                             |
| 2011 | ヒューゴの不思議な発明 Hugo                                                                                         | N/A                                           | 製作 | N/A                                                                  |
| 2012 | 21ジャンプストリート 21 Jump Street                                                                                 | トム・ハンソン                                | カメオ出演、日本劇場未公開 | 高橋英則（ソフト版） TBA（機内上映版）                               |
| 2012 | ダーク・シャドウ Dark Shadows                                                                                       | バーナバス・コリンズ                          | 兼製作 | 平田広明                                                             |
| 2013 | ローン・レンジャー The Lone Ranger                                                                                  | トント                                        | 兼製作総指揮 | 平田広明                                                             |
| 2013 | Lucky Them | マシュー・スミス                              | カメオ出演、日本未公開 | N/A                                                                  |
| 2014 | トランセンデンス Transcendence                                                                                      | ウィル・キャスター                            | | 平田広明                                                             |
| 2014 | Mr.タスク Tusk | ギー・ラポワンテ                              | ギー・ラポワンテ名義 | 平田広明                                                             |
| 2014 | イントゥ・ザ・ウッズ Into the Woods                                                                                 | 狼                                            | | （日本語吹替版なし）                                                 |
| 2015 | チャーリー・モルデカイ 華麗なる名画の秘密 Mortdecai                                                                 | チャーリー・モルデカイ                        | 兼製作 | 平田広明                                                             |
| 2015 | ブラック・スキャンダル Black Mass                                                                                   | ジェームズ・“ホワイティ”・バルジャー          | | 平田広明                                                             |
| 2016 | コンビニ・ウォーズ バイトJK VS ミニナチ軍団 Yoga Hosers                                                             | ギー・ラポワンテ                              | | 平田広明                                                             |
| 2016 | アリス・イン・ワンダーランド/時間の旅 Alice Through the Looking Glass                                               | マッドハッター（タラント・ハイトップ）        | | 平田広明                                                             |
| 2016 | ファンタスティック・ビーストと魔法使いの旅 Fantastic Beasts and Where to Find Them                                  | ゲラート・グリンデルバルド                    | | 平田広明                                                             |
| 2017 | パイレーツ・オブ・カリビアン/最後の海賊 Pirates of the Caribbean: Dead Men Tell No Tales                            | ジャック・スパロウ                            | | 平田広明                                                             |
| 2017 | オリエント急行殺人事件 Murder on the Orient Express                                                                 | エドワード・ラチェット                        | | 平田広明                                                             |
| 2017 | ブラックガイアンドラ The Black Ghiandola                                                                            | 医者                                          | 短編映画 | （日本語吹替版なし）                                                 |
| 2018 | 名探偵シャーロック・ノームズ Sherlock Gnomes                                                                        | シャーロック・ノームズ                        | 声の出演、日本劇場未公開 | 平田広明                                                             |
| 2018 | ロンドン・フィールズ London Fields                                                                                  | チック・パーチェス                            | カメオ出演、クレジット表記なし | （日本語吹替版なし）                                                 |
| 2018 | グッバイ、リチャード! The Professor                                                                                 | リチャード・ブラウン                          | | （日本語吹替版なし）                                                 |
| 2018 | ファンタスティック・ビーストと黒い魔法使いの誕生 Fantastic Beasts: The Crimes of Grindelwald                        | ゲラート・グリンデルバルド                    | 平田広明 |                                                                      |
| 2018 | L.A.コールドケース City of Lies                                                                                     | ラッセル・プール                              | （日本語吹替版なし） |                                                                      |
| 2019 | ウェイティング・バーバリアンズ 帝国の黄昏 Waiting for the Barbarians                                                | ジョル大佐                                    | 平田広明 |                                                                      |
| 2020 | MINAMATA-ミナマタ- Minamata                                                                                         | ユージン・スミス                              | 兼製作 | TBA（音声ガイド版）                                                  |
| 2022 | サヴェージ X フェンティ・ショー Vol.4 Savage X Fenty Show                                                           | 本人                                          | リアーナの手がけるファッションショー | （日本語吹替版なし）                                                 |
| 2023 | ジャンヌ・デュ・バリー 国王最期の愛人 Jeanne du Barry                                                               | ルイ15世                                      | 兼共同製作 | （日本語吹替版なし）                                                 |
| 2024 | Modi - Three Days on the Wings of Madness Modì                                                                      | N/A                                           | 監督・製作 | N/A                                                                  |
| TBA  | The Carnival at the End of Days                                                                                     | サタン                                        | |                                                                      |
| TBA  | Day Drinker |                                               | ハリウッド復帰作 |                                                                      |

### テレビシリーズ
| 放映年    | 題名                                    | 役名                                       | 備考                                                              | 日本語吹替                               |
| --------- | --------------------------------------- | ------------------------------------------ | ----------------------------------------------------------------- | ---------------------------------------- |
| 1985      | Lady Blue                               | ライオネル・ヴィランド                     | 第4話"Beasts of Prey"                                             | N/A                                      |
| 1987-1990 | 21ジャンプストリート 21 Jump Street     | オフィサー・トーマス・“トム・ハンソン”・Jr | 計82話出演                                                        | 中原茂（VHS版、DVD版）                   |
| 1987      | Hotel                                   | ロブ・キャメロン                           | 第4シーズン第15話"Unfinished Business"                            | N/A                                      |
| 2004      | キング・オブ・ザ・ヒル King of the Hill | ヨギ・ヴィクター                           | 声の出演 第8シーズン第20話"Hank's Back"                           | （日本語吹替版なし）                     |
| 2009      | スポンジ・ボブ SpongeBob SquarePants    | ジャック・カフナ・ラグナ                   | 声の出演 第6シーズン第11話"SpongeBob SquarePants vs. The Big One" | 小栗旬（NHK版） 林和良（ニコロデオン版） |
| 2012      | ファミリー・ガイ Family Guy             | エドワード・シザーハンズ                   | 声の出演 第11シーズン第7話"Lois Comes Out of Her Shell"           | （日本語吹替版なし）                     |

### ミュージック・ビデオ
- ポール・マッカートニー「マイ・ヴァレンタイン」"My Valentine"（2012年）
- ポール・マッカートニー「クイーニー・アイ」"Queenie Eye”（2013年）

### CM
- アサヒビール「スーパードライ瞬冷辛口」
  - 福山雅治と共演（2017年）
  - 単独出演（2018年）

## 主な受賞
- ゴールデングローブ賞
  - 2007年度 主演男優賞（ミュージカル・コメディ部門） 『スウィーニー・トッド フリート街の悪魔の理髪師』
- 全米映画俳優組合賞
  - 2003年度 主演男優賞 『パイレーツ・オブ・カリビアン/呪われた海賊たち』
- ロンドン映画批評家協会賞
  - 1994年度 主演男優賞 『エド・ウッド』
- MTVムービー・アワード
  - 2003年度 男優賞 『パイレーツ・オブ・カリビアン呪われた海賊たち』
  - 2006年度 演技賞 『パイレーツ・オブ・カリビアン/デッドマンズ・チェスト』
  - 2007年度 コメディ演技賞 『パイレーツ・オブ・カリビアン/ワールド・エンド』
  - 2007年度 悪役賞 『スウィーニー・トッドフリート街の悪魔の理髪師』

## 参加音楽作品
- オアシス - アルバム『Be Here Now』収録「Fade In-Out」にスライドギターとして参加。同アルバムからのシングルカット『ドント・ゴー・アウェイ』収録「Fade Away"(Warchild Version)"」にもギターで参加している。
- イギー・ポップ - 『アベニューB』収録「Hollywood Affair (B-side)」
- Shane MacGowan and The Popes - アルバム『The Snake』収録「That Woman's Got Me Drinking」にギタリストとして参加
- ヴァネッサ・パラディ - 『Bliss』（パラディと共にジャケットのデザインも担当)
- ヴァネッサ・パラディ - 『Love Songs』
- P - 『P』
- マリリン・マンソン - 2012年、アルバム『Born Villan』のボーナス・トラック「うつろな愛」（カーリー・サイモンのカヴァー）でギターとドラムスを演奏[68]。同年4月11日にはマリリン・マンソンのライヴにゲスト参加して2曲でギターを弾いた[69]。
- エアロスミス - 『Music from Another Dimension!』
- スティーヴ・ハンター - 『The Manhattan Blues Project』
- ザ・ニュー・ベースメント・テープス - 『Lost on the River: The New Basement Tapes』
- ハリウッド・ヴァンパイアーズ - 『Hollywood Vampires』
- ジェフ・ベック&ジョニー・デップ - 『18』

映画サウンドトラック
- 『ショコラ』
- 『レジェンド・オブ・メキシコ/デスペラード』 - ギターで参加。
- 『スウィーニー・トッド フリート街の悪魔の理髪師』
- 『ラム・ダイアリー』
- 『ローン・レンジャー』
- 『イントゥ・ザ・ウッズ』

## 日本語吹き替え
当初、作品ごとに異なる声優が務めていたが、『エド・ウッド』で平田広明が起用されたことがきっかけで、以降はほとんどの作品で平田が声を務めるようになり『チャーリー・モルデカイ 華麗なる名画の秘密』のジャパンプレミアでは対面を果たし、デップ本人からも公認される専属（フィックス）吹き替え声優となった。また対面した際、デップは平田から花束を渡された際に「僕の方が彼に花束を渡すべきです。自分の声を20年も担当してくれたことが本当に光栄に思う」と語った。
平田の他に、過去に塩沢兼人や中原茂、森川智之、関俊彦、山路和弘、藤原啓治、宮野真守などが担当したこともあった。